# Violence of Summer (Love's Taking Over)
Singles de Duran Duran
Burning The Ground
(1989) Serious
(1990)
Violence of Summer (Love's Taking Over) est une chanson du groupe Duran Duran, sortie en single en 1990. C'est le premier extrait du 6e album studio du groupe, Liberty, également sorti en 1990.

## Historique
Dans un blind test organisé par un journaliste au moment de la sortie du single, Phil Collins déclare à propos de cette chanson : « Mmmm, c'est comme du Joe Jackson et encore, j'ai seulement entendu quelques trucs de lui. [...] Je n'ai jamais été fan de Duran Duran même si, par ailleurs, ce sont des gens très bien. [...] J'essaie de penser à quelque chose de gentil à sortir pour qu'ils ne se disent pas en lisant ce papier “cet enfoiré de Phil Collins a tapé sur nous” mais... Je n'y arrive pas. C'est un peu comme le Good Thing des Fine Young Cannibals mais ça ne fait que sonner comme The Animals pour moi. C'est vraiment terre à terre, vraiment... basique ».

## Pochette
La pochette du single met en scène le groupe au complet (avec les « nouveaux » Warren Cuccurullo et Sterling Campbell). Ils sont entourés par deux mannequins. Ils sont dans une fête foraine, devant un stand d'auto-tamponneuses. La séance-photo a eu lieu avec Ellen von Unwerth à la Foire du Trône.

## Clip
Le clip est réalisé par le duo britannique Big TV!, composé d'Andy Delaney et Monty Whitebloom. Le groupe interprète la chanson dans un immense studio. En parallèle, on voit évoluer des jeunes gens dont le look rappelle celui des années 1950 et de films comme Grease.
La fin des années 1980 a changé la donne en matière de diffusion de clips. MTV se concentre sur des groupes plus jeunes et des formats plus courts que ceux de Duran Duran. Même si VH1 apporte sou soutien au groupe, la chaine préfère diffuser leurs anciens tubes. Le clip de Violence of Summer (Love's Taking Over) sera ainsi peu diffusé.

## Liste des titres et différents formats
| 1. Violence of Summer (Love's Taking Over) (7" Mix) – 3:30 2. Violence of Summer (Love's Taking Over) (The Story Mix) – 3:18 1. Violence of Summer (Love's Taking Over) (The Power Mix) – 4:58 2. Violence of Summer (Love's Taking Over) – 4:20 3. Violence of Summer (Love's Taking Over) (The Story Mix) – 3:18 - Les premières éditions contiennent un grand poster. 1. Violence of Summer (Love's Taking Over) (The Rock Mix) – 4:24 2. Violence of Summer (Love's Taking Over) (The Dub [Sounds of a Powerful Mix]) – 4:45 3. Throb – 4:27 (instrumentale) 1. Violence of Summer (Love's Taking Over) – 4:20 (version album) 2. "Yo Bad Azizi" – 3:03 1. Violence of Summer (Love's Taking Over) (7" Mix) – 3:30 2. Violence of Summer (Love's Taking Over) (The Story Mix) – 3:18 1. Violence of Summer (Love's Taking Over) – 4:20 (version album) 2. "Throb" – 4:25 (instrumentale) 3. Violence of Summer (Love's Taking Over) (Power Cut Down) – 4:01 4. Violence of Summer (Love's Taking Over) (The Story Mix) – 3:18 | 1. Violence of Summer (Love's Taking Over) (The Power Mix) – 4:58 2. Violence of Summer (Love's Taking Over) (The Dub Mix) – 4:47 3. Violence of Summer (Love's Taking Over) (The Rock Mix) – 4:24 4. Violence of Summer (Love's Taking Over) (The Story Mix) – 3:18 5. Throb – 4:25 (instrumentale) 1. Violence of Summer (Love's Taking Over) (7" Mix) – 3:30 2. Yo Bad Azizi – 3:03 1. Violence of Summer (Love's Taking Over) (The Power Mix) - 4.56 2. Violence of Summer (Love's Taking Over) (Dub Mix) - 4.51 3. Violence of Summer (Love's Taking Over) (Rock Mix) - 4.23 4. Violence of Summer (Love's Taking Over) (The Story Mix) - 3.18 5. Throb - 4.25 (instrumentale) 1. Violence of Summer (Love's Taking Over) (7" Mix) – 3:30 2. Violence of Summer (Love's Taking Over) (The Story Mix) – 3:18 3. Violence of Summer (Love's Taking Over) (The Power Mix) – 4:56 4. Violence of Summer (Love's Taking Over) – 4:20 (version album) 5. Violence of Summer (Love's Taking Over) (Rock Mix) – 4:23 6. Violence of Summer (Love's Taking Over) ("The Dub" [Sounds Of A Powerful Mix]) – 4:45 7. Violence of Summer (Love's Taking Over) (Power Cutdown) – 4:01 8. Throb – 4:25 (instrumentale) |

## Classements
| Pays et classement (1990)              | Meilleure position |
| -------------------------------------- | ------------------ |
| Allemagne (Media Control AG)           | 69                 |
| Australie (ARIA)                       | 59                 |
| Belgique (Flandre Ultratop 50 Singles) | 43                 |
| Italie (FIMI)                          | 3                  |
| Pays-Bas (Single Top 100)              | 43                 |
| Suisse (Schweizer Hitparade)           | 29                 |
| Royaume-Uni (UK Singles Chart)         | 20                 |
| États-Unis (Dance Club Songs)          | 36                 |
| États-Unis (Alternative Songs)         | 13                 |

## Crédits
Duran Duran
- Simon Le Bon : chant principal[12]
- Nick Rhodes : claviers, synthétiseurs
- John Taylor : guitare basse
- Warren Cuccurullo : guitares
- Sterling Campbell : batterie

Autres
- Chris Kimsey : producteur
- Icon London : design de la pochette et artwork[12]